# Secret of Evermore
Secret of Evermore — комп'ютерна рольова гра для приставки Super Nintendo Entertainment System, розроблена і випущена в 1995 році компанією SquareSoft. Спочатку видана на території Північної Америки, роком опісля за участю компанії Nintendo вийшла в PAL-регіоні, в Європі і Австралії.

## Сюжет
Сюжет гри розповідає про пригоди хлопчика і його домашнього пса, які потрапляють в фентезійний світ, створений ексцентричним винахідником. Герої обстежують світ під назвою Evermore, що складається з різних паралельних вимірювань — кожне з них відповідає певному тимчасовому періоду реального світу: доісторичний час, античність, готичне середньовіччя і футуристична космічна станція.

## Геймплей
Геймплей своїми безперервними боями в реальному часі, кільцевим меню і можливістю перемикання між персонажами багато в чому нагадує Secret of Mana, що вийшла раніше.

## Саундтрек
Музику для саундтрека написав відомий американський композитор Джеремі Соул, причому це одна з перших його робіт в ігровій індустрії.

## Розробка
Secret of Evermore стала першою грою, самостійно створеної північноамериканським відділенням Square (всі попередні ігри розроблялися виключно в Японії, а на Захід потрапляли вже в локалізованому вигляді).

## Відгуки
Гра була удостоєна в основному позитивних відгуків за барвисту графіку і зручний геймплей, але при цьому багатьма оглядачами була розкритикована за невідповідність стандартам, закладеним ранніми проектами компанії. Вважається, що через створення Secret of Evermore була скасована локалізація гри Seiken Densetsu 3, яка до цих пір не має офіційної англійської версії.